# Meyilhacılar, Nallıhan
Meyilhacılar là một xã thuộc huyện Nallıhan, tỉnh Ankara, Thổ Nhĩ Kỳ. Dân số thời điểm năm 2011 là 61 người với 29 nam và 32 nữ.